# Uperoleia laevigata
Uperoleia laevigata es una especie de anfibio anuro de la familia Myobatrachidae.

## Distribución geográfica
Esta especie es endémica del este de Australia. Habita en el sureste de Queensland, este de Victoria y este de Nueva Gales del Sur.

## Descripción
Uperoleia laevigata mide unos 35 mm de largo. Su parte posterior varía de marrón grisáceo a marrón verdoso con manchas frecuentemente más oscuras. Su cabeza suele tener una marca triangular pálida. Sus axilas están marcadas con amarillo y la parte superior de sus muslos son rojizos. Su vientre es blanco.

## Publicación original
- Keferstein, 1867 : Über einige neue oder seltene Batrachier aus Australien und dem tropischen Amerika. Nachrichten von der königlichen Gesellschaft der Wissenschaften zu Göttingen, vol. 18, p. 341-361[6]